# Talking / Once Again
«Talking» (сингл-версія названа «Talking / Once Again») — пісня американської хіп-хоп супергрупи ¥$, що складається з репера Каньє Веста та співака Ty Dolla Sign. У пісні бере участь донька Каньє, Норт Вест. Вперше вона була випущена як рекламний трек 7 лютого 2024 року ексклюзивно в Instagram, YouTube і X. Пізніше пісня була випущена на потокових сервісах 8 лютого як другий сингл із  альбому Vultures 1. Пісня присвячена темі батьківства, а Ty Dolla Sign читає реп про те, щоб залишатися присутнім у житті своєї дочки, сподіваючись, що вона уникне помилок, які він зробив у молодості.
Пісня була добре сприйнята музичними критиками. Майк Сапонара з Billboard поставив її на п’яте місце в альбомі. Він похвалив Норт, заявивши, що вона «приготувала приспів, який легко застрягне в головах слухачів на наступні тижні». Він написав, що «Ty Dolla Sign бере естафету» через свої «надії [на неї] належним чином підготовлену, щоб завоювати світ». На завершення він написав, що «Тільки Ye може перетворити позитивний гімн батьківства в реп-хіт».

## Музичне відео
Режисерами кліпу виступили італійські режисери Даміано та Фабіо Д'Інноченцо. На відео показані кадри Каньє Веста та його доньки Норт разом із Тай Доллою та його донькою Джейлінн Крістал. 30 квітня 2024 року вийшов музичний кліп, знятий Норт Вест, співрежисером якого був Аус Тейлор (який також сфотографував обкладинку альбому для Vultures 1).

## Чарти
| Чарт (2024)                             | Пікова позиція |
| --------------------------------------- | -------------- |
| Австралія (ARIA)                        | 66             |
| Австралія Hip Hop/R&B (ARIA)            | 19             |
| Канада (Canadian Hot 100)               | 30             |
| Чехія (Singles Digitál Top 100)         | 77             |
| Billboard Global 200                    | 18             |
| Ісландія (Plötutíðindi)                 | 16             |
| Італія (FIMI)                           | 96             |
| Латвія (LAIPA)                          | 20             |
| Литва (AGATA)                           | 37             |
| Нідерланди (Mega Single Top 100)        | 48             |
| Нова Зеландія (Recorded Music NZ)       | 32             |
| Польща (Polish Streaming Top 100)       | 58             |
| Португалія (AFP)                        | 33             |
| Словаччина (Singles Digitál Top 100)    | 46             |
| Швеція (Sverigetopplistan)              | 69             |
| Велика Британія (UK Indie Chart)        | 14             |
| UK Streaming (OCC)                      | 83             |
| США (Billboard Hot 100)                 | 30             |
| США (Hot R&B/Hip-Hop Songs) (Billboard) | 12             |